# سیارک ۸۷۱۲
سیارک ۸۷۱۲ (به انگلیسی: 8712 Suzuko، نامگذاری:1994TH2) هشت هزار و هفتصد و دوازدهمین سیارک کشف شده‌است که در ۲ اکتبر ۱۹۹۴ کشف شد.
قدر مطلق سیارک برابر ۱۲٫۱۰ است.